# Symphyotrichum patens
Symphyotrichum patens là một loài thực vật có hoa trong họ Cúc. Loài này được (Aiton) G.L.Nesom miêu tả khoa học đầu tiên năm 1995.